# Gunnila Bernadotte

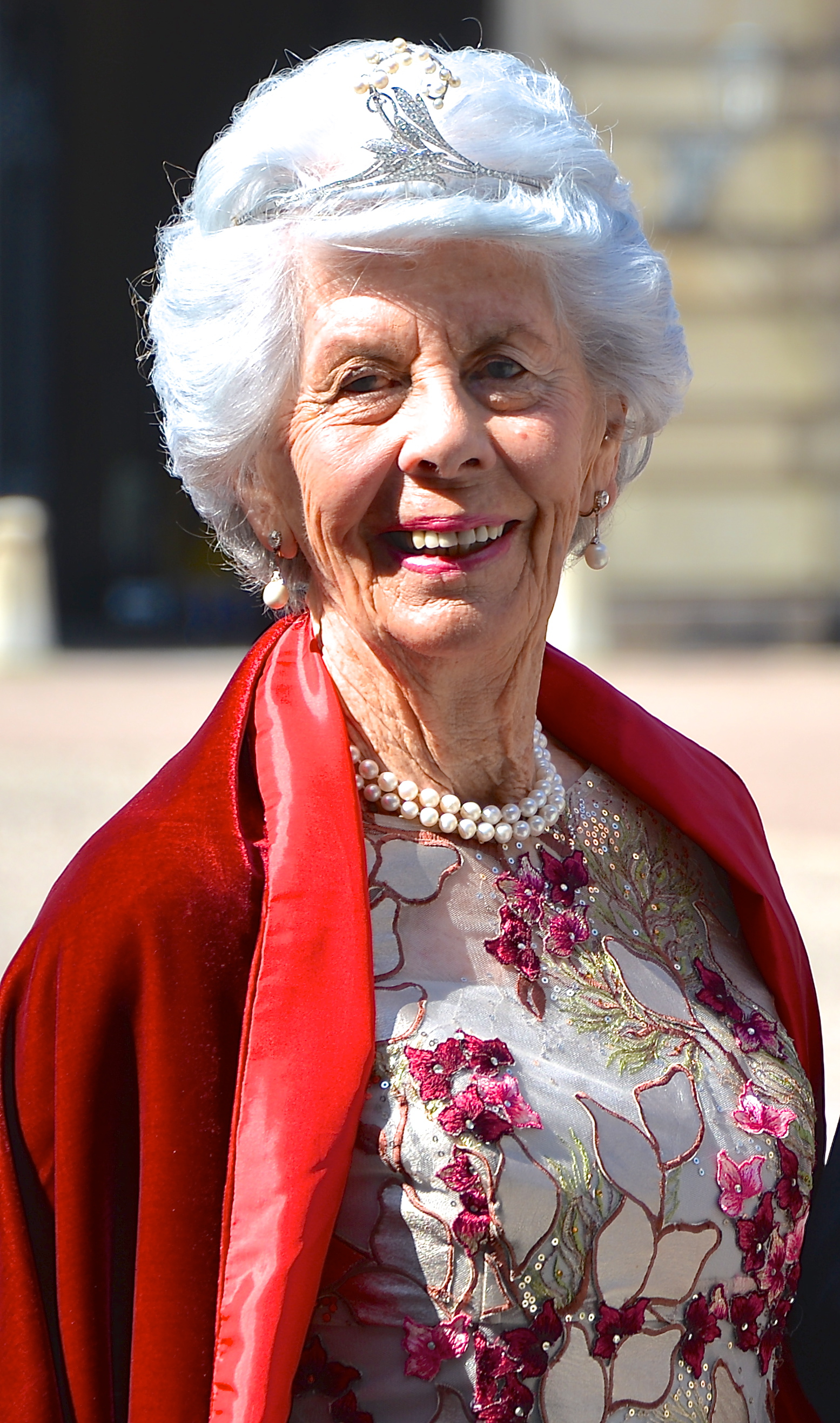
Gunnila Bernadotte (2013)

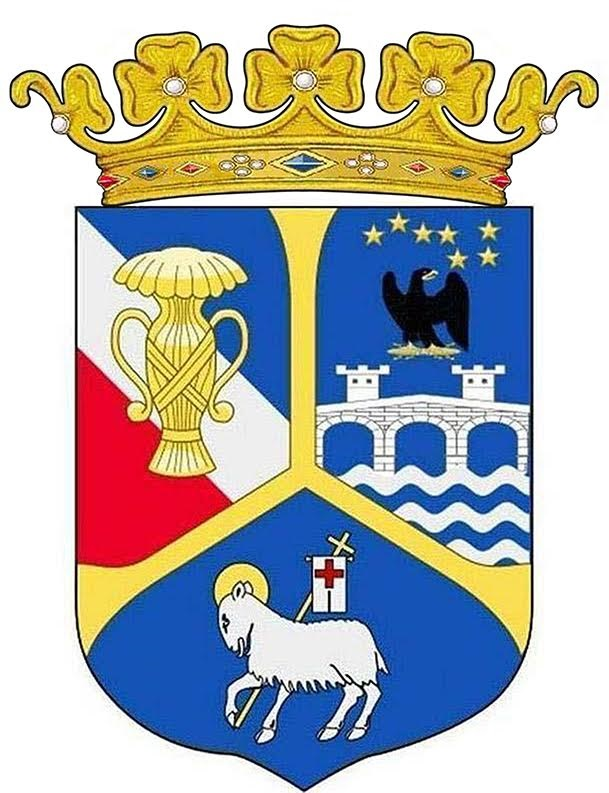
Prinz Bernadotte in den Adelsstand von Luxemburg

Gunnila Marta Louise Bernadotte af Wisborg (zeitweise Bussler, geborene Wachtmeister von Johannishus, * 12. Mai 1923 in Stockholm; † 12. September 2016) war eine schwedische Gräfin und durch Heirat Mitglied des schwedischen Königshauses.

## Leben
Gunnila Marta Louise Bernadotte af Wisborg entstammte dem schwedischen Hochadel. Sie wurde als Tochter von Graf Nils Wachtmeister af Johannishus (1891–1960) und dessen Frau Märta de Geer af Leufsta (1896–1976) geboren. Sie heiratete am 31. Oktober 1942 in erster Ehe den Regisseur Carl-Herman Bussler (1918–1981), mit dem sie drei Kinder hatte. Am 29. September 1988 heiratete sie den ebenfalls verwitweten Graf Carl Johan Bernadotte (1916–2012), den jüngsten Sohn von König Gustav VI. Adolf und Onkel von König Carl XVI. Gustaf. Für beide war es die zweite Ehe.
Am 2. Juli 1951 wurde Carl Johan Bernadotte von Großherzogin Charlotte von Luxemburg der erbliche Titel eines Grafen von Wisborg verliehen. Er nannte sich danach Carl Johan Arthur Prinz Bernadotte und Comte de Wisborg. Dies wurde dahingehend interpretiert, dass seine Frau seitdem das Recht hatte, sich, wie die Großtante Ebba Bernadotte, als Prinzessin zu bezeichnen. Die Grafen und Gräfinnen Bernadotte af Wisborg gehörten zum nicht registrierten Adel in Schweden.
Gunnila Bernadotte nahm als Mitglied des Königsfamilie regelmäßig an Familienfeierlichkeiten (Thronjubiläen, Hochzeiten, Beerdigungen) der schwedischen Königsfamilie teil. Sie war u. a. bei der Hochzeit von Kronprinzessin Victoria von Schweden mit Daniel Westling (2010) und, auch nach dem Tode von Carl Johan Bernadotte, bei der Hochzeit von Madeleine von Schweden (2013) anwesend.
Gunnila Bernadotte war Trägerin mehrerer Auszeichnungen. Sie trug unter anderem das Großkreuz des Dannebrogordens und den Wasaorden.
Sie starb am 12. September 2016. Ihr Tod wurde am 13. September 2016 in einer offiziellen Presseerklärung des schwedischen Königshauses bekanntgegeben. König Carl XVI. Gustaf würdigte Gunnila Bernadotte darin als „hochgeschätzte, enge und treue Freundin unserer Familie, deren Tod einen großen Verlust darstellt“.
Todesmeldungen und Nachrufe erschienen in allen großen schwedischen und skandinavischen Zeitungen und Zeitschriften. Die Boulevardpresse bezeichnete sie als „große alte Dame“ des schwedischen Königshauses.